# Festuca hallii
Festuca hallii là một loài thực vật có hoa trong họ Hòa thảo. Loài này được (Vasey) Piper mô tả khoa học đầu tiên năm 1906.